# Kisielnica kosmata
Kisielnica kosmata (Exidia villosa Neuhoff) – gatunek grzybów należący do rodziny uszakowatych (Auriculariaceae).

## Systematyka i nazewnictwo
Pozycja w klasyfikacji według Index Fungorum: Auriculariaceae, Auriculariales, Auriculariomycetidae, Agaricomycetes, Agaricomycotina, Basidiomycota, Fungi.
Po raz pierwszy opisał go w 1903 r. Walther Neuhoff. Brak holotypu, ale w 2017 r. Spirin, Malysheva i Larsson wyznaczyli neotyp. Władysław Wojewoda w 1977 r. nadał mu polską nazwę kisielec kosmaty, w 2003 r. zmienił ją na kisielnica kosmata.

## Występowanie
Podano nieliczne stanowiska w Europie i Ameryce Północnej. W Polsce gatunek rzadki. Do 2003 r. w piśmiennictwie naukowym dwa stanowiska podał W. Wojewoda. Na Czerwonej liście roślin i grzybów Polski ma status E – gatunek zagrożony wymarciem, którego przeżycie jest mało prawdopodobne, jeśli nadal będą działać czynniki zagrożenia.
Nadrzewny saprotrof. Występuje na drewnie drzew liściastych, W. Wojewoda podał jego występowanie na martwym drewnie lipy drobnolistnej.